# Llotja de Barcelona

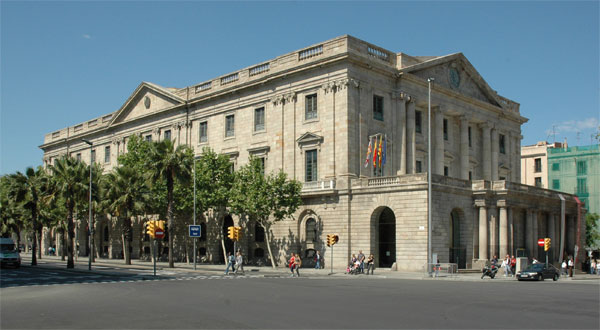
Die Llotja von Barcelona

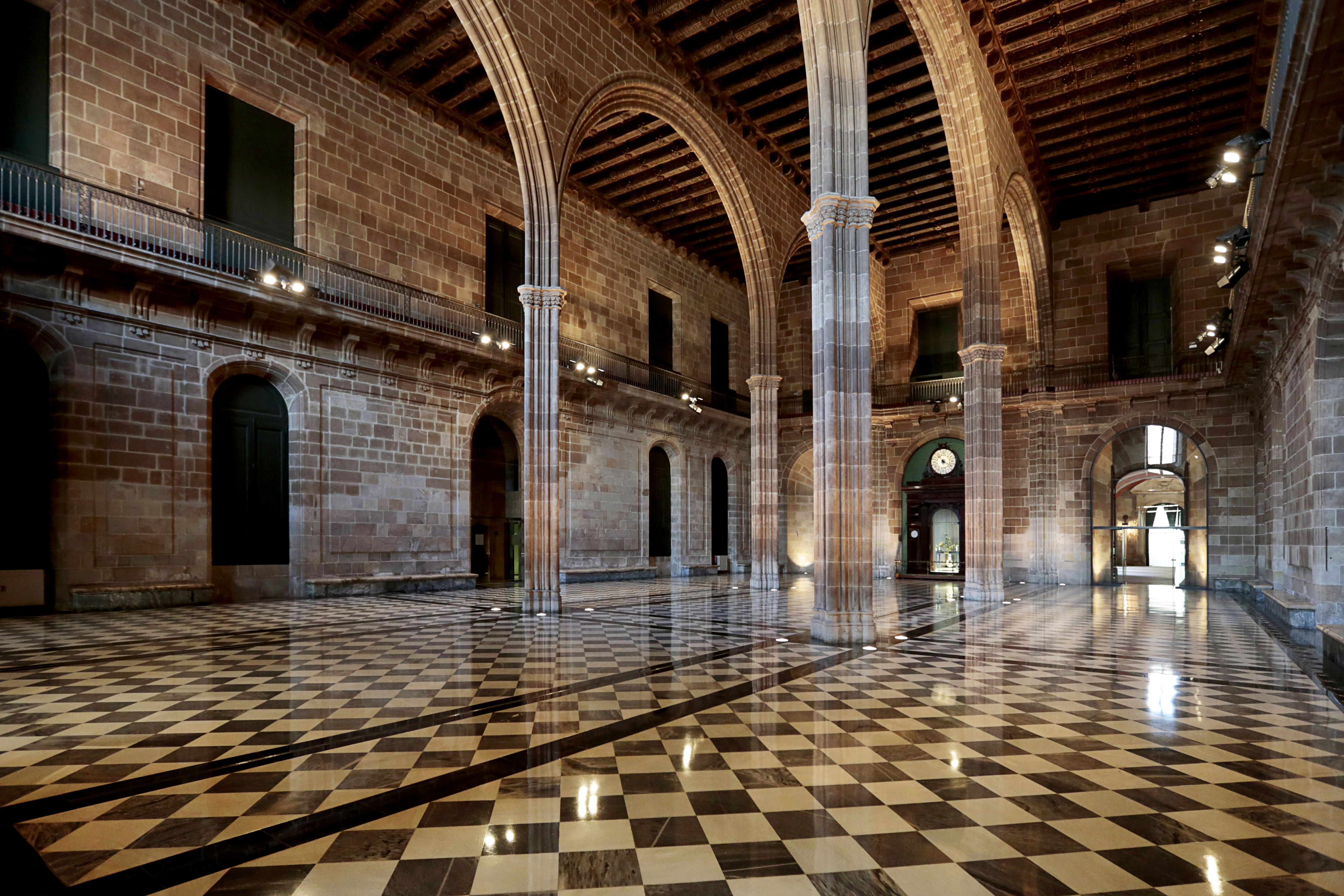
Der gotische Vertragssaal der Llotja von Barcelona

Die Llotja de Barcelona (auch Llotja de Mar und Llotja de Cereals (Getreidebörse)) ist ein neoklassisches Gebäude mit gotischem Innenausbau in Barcelona. Es diente ursprünglich rein Handelszwecken.

## Geschichte des Gebäudes
Peter IV. von Aragon (genannt der Zeremoniöse) ließ das Gebäude im Jahr 1380 als Verhandlungshaus für Händler errichten. Es ersetzte zwei kleinere Vorgängerbauten, die Llotja antiga und die Llotja antiquíssima. Der gotische Saal wurde im Jahr 1392 durch den Architekten Pere Arvei fertiggestellt. Dieser Saal gliedert sich in drei Schiffe, die durch jeweils drei große, im Schnitt mehrlappige, gotische Bögen voneinander getrennt sind. Im Jahr 1708 wurde die erste Opernaufführung in Barcelona in diesem Saal aufgeführt. 1714 wurde das Gebäude durch die Angriffe auf Barcelona sehr stark beschädigt. Es wurde im Anschluss an diese Vorkommnisse zunächst vom Militär als Kaserne genutzt und 1767 der Stadt wieder zurückgegeben. Diese ließ das Gebäude 1772 durch den Architekten Joan Soler i Faneca im neoklassischen Stil wieder herrichten. Im Inneren beließ man den großen Saal in seiner ursprünglich gotischen Ausführung. Den ebenfalls gotischen Saal des Handelskonsuls verschloss man. Dieser wurde erst im Jahr 1971 wiedereröffnet. Das Gebäude bot zunächst der Handelskammer, später der Kammer für Handel, Industrie und Seefahrt Unterkunft. Es ist auch der Sitz der Katalanischen Akademie der schönen Künste Sant Jordi, die nach ihrem Residenzort oft einfach auch als „La Llotja“ betitelt wird. Seit dem 19. Jahrhundert finden in dem großen gotischen Saal des Gebäudes Börsensitzungen statt.